# Chaco Austral
Chaco Austral é uma das três principais divisões do Chaco na sua porção meridional. Localiza-se nas províncias do Chaco, Santiago del Estero, oeste Tucumán e Catamarca, norte de Santa Fé, sudeste  de Salta e leste de Córdoba. Sua extensão é de aproximadamente 270 000 km².

## Limites
Os limites naturais do Chaco Austral vai desde o leito do Rio Bermejo ao norte, tal limite indica a divisa com o Chaco Central; a falha por onde escoam os rios Paraná e Paraguai indica o limite oriental, sendo o rio paraná o divisor do Chaco Austral e a  Mesopotâmia argentina.